# Chrysopogon festucoides
Chrysopogon festucoides là một loài thực vật có hoa trong họ Hòa thảo. Loài này được (C.Presl) Veldkamp mô tả khoa học đầu tiên năm 1999.